# The Whitey Album
The Whitey Album è un album in studio del gruppo musicale statunitense Ciccone Youth, che era un progetto musicale parallelo dei Sonic Youth.
Il disco è stato pubblicato nel 1989 ed è un tributo ironico alla cantante Madonna ed in generale alla musica pop degli anni '80. 

## Tracce
1. Needle-Gun – 2:27
2. (Silence) – 1:03
3. G-Force – 3:39
4. Platoon II – 4:18
5. MacBeth – 5:27
6. Me & Jill/Hendrix Cosby – 5:30
7. Burnin' Up (Mike Watt Original Demo) – 3:52
8. Hi! Everybody! – 0:57
9. Children of Satan/Third Fig – 3:06
10. Two Cool Rock Chicks Listening to Neu (feat. J Mascis) – 2:56
11. Addicted to Love – 3:45
12. Moby-Dik – 1:01
13. March of the Ciccone Robots – 1:57
14. Making the Nature Scene – 3:14
15. Tuff Titty Rap – 0:39
16. Into the Groove(y) – 4:36